# Calyptomena whiteheadi
Bocarra-de-whitehead ou bocarra-verde-de-garganta-preta (Calyptomena whiteheadi) é uma espécie de ave da família Eurylaimidae.
Pode ser encontrada nos seguintes países: Indonésia e Malásia.
Os seus habitats naturais são: florestas subtropicais ou tropicais húmidas de baixa altitude e regiões subtropicais ou tropicais húmidas de alta altitude.